# 栄川酒造
栄川酒造株式会社（えいせんしゅぞう）は、福島県の清酒製造業を行う酒蔵。

## 概要
会津若松市に本社を置き、磐梯町に工場を持つ。同工場は「日本の名水百選」にも選ばれた土地であり、福島県道64号を磐梯山方面に登る途中にある。
会津若松市内宮森文次郎酒造店より分家し、旧工場所在地で「宮森榮四郎酒造店」を創業したことに由来を持つ。

## 沿革
- 1869年 - 会津若松市の宮森文次郎酒造店より分家、旧工場所在地において宮森榮四郎酒造店を創業[3]。
- 1943年 - 戦時統制により、若松酒造株式会社榮川工場となる。
- 1947年 - 国税庁から東北で初の一級酒工場の指定を受ける。
- 1953年 - 若松酒造株式会社解散と同時に、榮川酒造株式会社を設立。
- 1988年 - 磐梯山西山麓に新工場を新設。
- 2008年 - 生産工程一元化事業、磐梯蔵竣工。
- 2016年7月 - ヨシムラ・フード・ホールディングスの子会社となる[3]。
- 2021年6月 - 第三者割当増資により持株比率が、リオン・ドールコーポレーション81%、ヨシムラ・フード・ホールディングス19%となる[3]。
- 2023年7月 - 登記上本店が旧工場だった会津若松市駅前町2番1号からリオン・ドールコーポレーションの同一所在地である同市栄町2番14号に移転した。

## 工場
- 磐梯蔵 - 福島県耶麻郡磐梯町大字更科字中曽根平6841-11

## 受賞歴

### ゴールド秘酎
- モンドセレクション最高金賞：2008年,2009年,2011年
- モンドセレクション金賞：1987年～2003年（17年連続金賞）, 2005年,2010年
- モンドセレクション銀賞：2004年
- モンドセレクション銅賞：2007年

### 宝嶺吟醸
- モンドセレクション金賞：1990年, 1992年～1996年（5年連続金賞）
- モンドセレクション銅賞：1997年

### 大吟醸榮四郎
- モンドセレクション最高金賞：2007年～2011年（5年連続最高金賞）
- モンドセレクション金賞：1998年～2002年（5年連続金賞）, 2004年～2006年
- モンドセレクション銀賞：2003年